# Gertrude Jekyll
Gertrude Jekyll (Londen, 29 november 1843 – 8 december 1932) was een Britse tuinontwerper en schrijver. Ze ontwierp meer dan 400 tuinen in het Verenigd Koninkrijk, Europa en de Verenigde Staten. Daarnaast schreef ze meer dan 1.000 artikelen voor tijdschriften als Country Life en The Garden.
Jekyll werd geboren in Londen als de vijfde van zeven kinderen van Edward Joseph Hill Jekyll, een officier, en Julia Hammersley. Haar jongere broer Walter was een vriend van de schrijver Robert Louis Stevenson, die de achternaam van Gertrude en Walter zou gebruiken voor zijn bekende boek Dr Jekyll and Mr Hyde. De familie Jekyll verhuisde in 1848 naar Surry, waar Gertrude haar jeugd doorbracht.

## Tuinontwerpen
Jekyll werkte samen met tuinarchitect Edwin Lutyens: Jekyll ontwierp de tuinen bij veel van Lutyens' projecten. Lutyens ontwierp ook Jekylls huis Munstead Wood, bij Godalming in Surrey. Hun gezamenlijke projecten vallen qua stijl binnen de Arts-and-craftsbeweging. Lutyens ontwierp samen met Jekylls broer Herbert het Britse paviljoen voor de Parijse Wereldtentoonstelling in 1900.
Gertrude Jekyll studeerde niet alleen botanica, maar ook kleurenleer, schilderkunst en architectuur. Ze bracht vele uren door in de National Gallery, waar ze de impressionistische werken van William Turner bestudeerde en zich liet inspireren door zijn kleurgebruik. Ze ondernam diverse reizen naar Italië, Griekenland, Noord-Afrika en ontdekte zo de waarde van traditionele ambachten, leerde tapijten knopen, borduren, houtbewerking, schilderen én verdiepte zich in de techniek van de fotografie.
Toen ze zich uiteindelijk voluit op de tuin toelegde, kon ze dankzij de veelzijdige opleiding tuinieren als pure expressieve kunst beoefenen. Ze sprak dan ook nooit over zichzelf als tuinarchitecte of ontwerpster; veeleer zag ze tuinieren als een boeiend geheel van bezigheden (ontwerpen, kennis van planten, kweken van planten) dat in een mooie creatieve tuin resulteerde. Net zoals een schilder kennis dient te hebben van pigmenten, doeken, kleurenleer en over de vaardigheid dient te beschikken om deze op doek aan te brengen.
Haar ideeën over tuinarchitectuur en beplanting van tuinen zijn ook op vandaag nog van grote invloed. Op ingenieuze wijze wist ze met originele plantencombinaties de harde lijnen van formele tuinen te verzachten, tuinen zo te beplanten dat ze in ieder seizoen aantrekkelijk waren en ook de meest schaduwrijke tuinonderdelen en lastige hoekjes aandacht te geven.
- Bibsys: 90089196
- Bibliothèque nationale de France: cb12102290f (data)
- Author citation (botany): Jekyll
- CiNii: DA04693940
- Gemeinsame Normdatei: 119083590
- International Standard Name Identifier: 0000 0001 0898 5690
- Library of Congress Control Number: n82020050
- Bibliotheek van het Japanse parlement: 01121457
- Nationale Bibliotheek van Tsjechië: jn20000700805
- Nationale bibliotheek van Australië: 35244805
- Nationale Bibliotheek van Israël: 987007274922105171
- Nederlandse Thesaurus van Auteursnamen: 074447610
- PIC: 306006
- Réseau des bibliothèques de Suisse occidentale: 02-A003423499
- RKD-Nederlands Instituut voor Kunstgeschiedenis: 294204
- LIBRIS: 191581
- SNAC: w6ht3c1w
- Système universitaire de documentation: 029384338
- Trove: 879952
- Union List of Artist Names: 500012954
- Virtual International Authority File: 49254536
- WorldCat: E39PBJptWbh8Db9TFjbVCmHwG3